# 狭盔高乌头
狭盔高乌头（学名：Aconitum sinomontanum var. angustius）为毛茛科乌头属下的一个变种。

## 扩展阅读
- 維基物種上的相關：狭盔高乌头